# Nāḩiyat Markaz Qaḑā' Abū Ghurayb
Nāḩiyat Markaz Qaḑā' Abū Ghurayb (arabiska: ناحية مركز قضاء أبو غريب) är ett underdistrikt i Irak.   Det ligger i provinsen Bagdad, i den centrala delen av landet, 20 km väster om huvudstaden Bagdad.